# 原田堅一
原田 堅一（はらだ けんいち、1970年8月16日 -）は、福岡県出身の日本の柔道家。現役時代は60kg級の選手。身長162cm。

## 人物
柔道は中島小学校1年の時に中島柔道クラブで始めた。小学生時代はほとんどの大会で優勝しており、同郷の同級生で後に世界チャンピオンとなった中村佳央や秀島大介にも勝っていたほどだった。大和中学から大牟田高校へ進むと、3年の時にはインターハイの軽量級と新人体重別60kg級で5位になった。鹿屋体育大学に進むと、1年の時には正力杯で優勝を飾った。3年の時には正力杯で2年ぶりの優勝を果たした。4年の時には3位だった。1993年には鹿屋体育大学の大学院へ進むと、講道館杯では日体大4年の木村勝範を破って優勝を飾った。1994年には体重別の決勝で綜合警備保障の乙黒靖雄を破って優勝した。講道館杯では決勝で綜合警備保障の板楠忠士に破れて2位だった。1995年には綜合警備保障の所属となった。また、フランス国際とオーストリア国際を連勝した。しかし、体重別では3位に終わり、世界選手権代表にはなれなかった。地元の福岡で開催されたユニバーシアードに出場するが、準々決勝で韓国の金赫に敗れて3位にとどまった。1996年の体重別では3位になると、講道館杯では決勝で東海大学4年の徳野和彦に敗れて2位だった。引退後は佐賀商業高校・小城高校を経て、現在は、佐賀工業高校の柔道部監督を務める。令和4年4月より原田総合事務所を開業する
令和5年5月1日より就労支援Ａ型事業所太陽を開業。原田総合事務所も太陽に移転している。

## 主な戦績
- 1988年 -　インターハイ 5位
- 1988年 -　新人体重別 5位
- 1989年 -　正力杯 優勝
- 1990年 -　ソ連ジュニア国際 5位
- 1990年 -　フィンランド国際 優勝
- 1991年 -　正力杯 優勝
- 1992年 -　正力杯 3位
- 1993年 -　講道館杯 優勝
- 1994年4月 -　講道館杯 3位
- 1994年 -　体重別 優勝
- 1994年 - ワールドカップ国別団体戦 3位
- 1994年12月 -　講道館杯 2位
- 1995年 -　フランス国際 優勝
- 1995年 -　オーストリア国際 優勝
- 1995年 -　体重別 3位
- 1995年 -　ユニバーシアード 3位
- 1996年 -　体重別 3位
- 1996年 -　講道館杯 2位